# Carico lineare
Un carico nell'ingegneria strutturale è un sistema di forze applicate che possono originare una deformazione e conseguente stato di sollecitazione in una struttura.
Il carico lineare costante è un distribuito uniformemente su una lunghezza o su un'area.
Un carico lineare è un carico distribuito in modo non uniforme, con variazione lineare, su una lunghezza o su un'area.
L'equazione che lo identifica è lineare di primo grado, ed è rappresentata da una retta.
Si misura, a seconda dei casi, in Newton, in Pascal, e con i relativi multipli e sottomultipli.